# Handwörterbuch der Staatswissenschaften

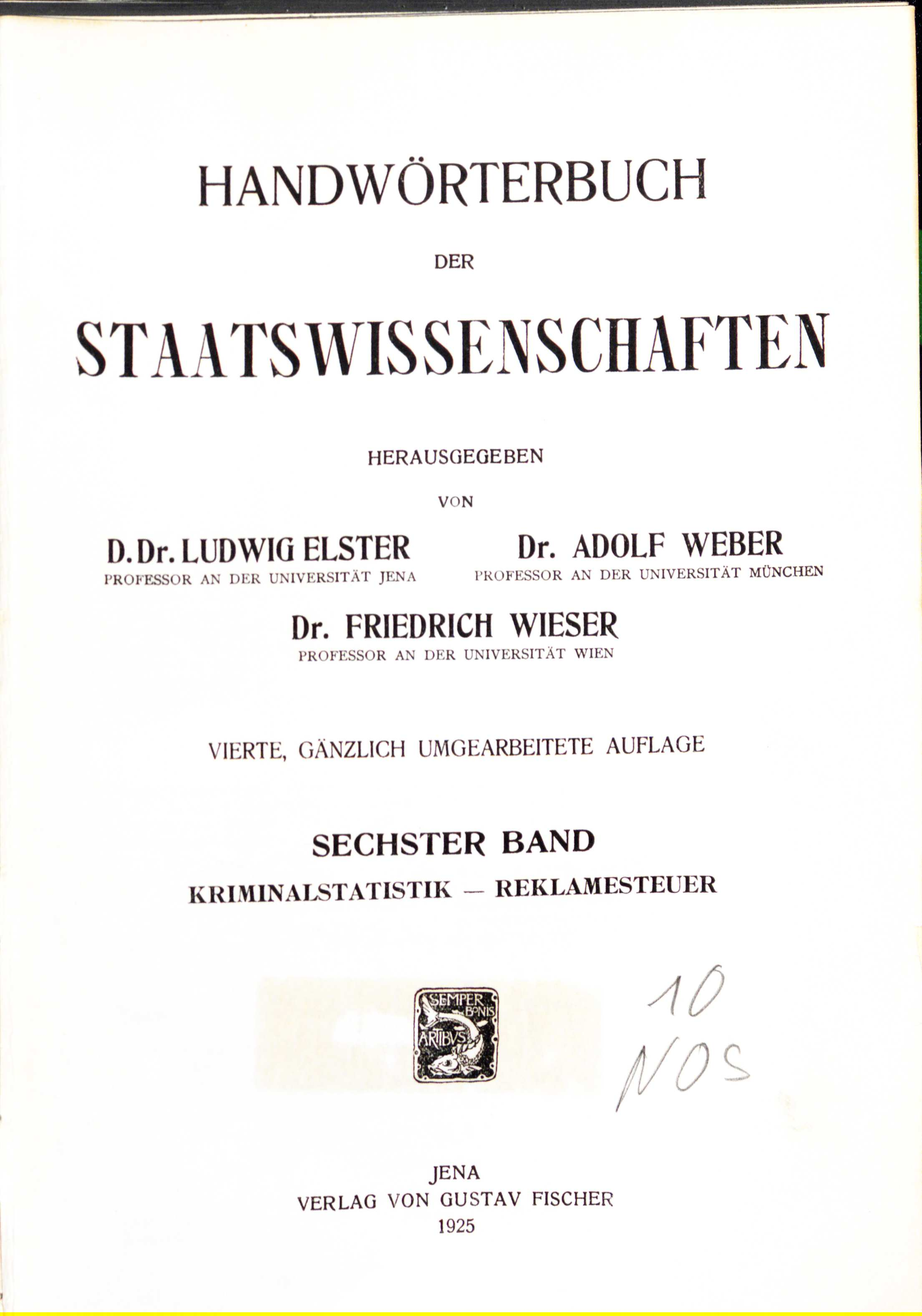
4. Auflage Band 6 1925

Das Handwörterbuch der Staatswissenschaften erschien in den Jahren 1890–1897 in 6 Bänden und 2 Supplementbänden im Verlag G. Fischer, Jena. Es behandelt wesentliche Themen der Wirtschafts- und Sozialwissenschaften sowie des Rechts und der Verwaltung. Die 2. gänzlich umgearbeitete Auflage, herausgegeben von J. Conrad, W. Lexis und L. Elster,  erschien in sieben Bänden von 1898 bis 1901. Eine neu bearbeitete 3. Auflage erschien in den Jahren 1909–1911, eine weitere in den Jahren 1923–1929.
Die Staatswissenschaften stellen eine Besonderheit des deutschen Sprachraums dar, weil sie neben der Volkswirtschaftslehre und der Betriebswirtschaftslehre auch die Soziologie und Teile des Rechts und der öffentlichen und privaten Verwaltung sowie angrenzende Bereiche, unter Einschluss umfangreichen historischen und biographischen Materials, umfassten. Diese Konzeption des 18. und 19. Jahrhunderts, für die das Handwörterbuch der Staatswissenschaften als reiche enzyklopädische und im deutschen Sprachraum gern rezipierte Quelle stand, wurde im Zuge der zunehmenden Ausdifferenzierung der Einzeldisziplinen im 20. Jahrhundert nach und nach aufgegeben, was sich auch in der Bezeichnung des Nachfolgeorgans ausdrückte: „Zugleich als Neuauflage des Handwörterbuchs der Staatswissenschaften“ erschien ab 1956 als Nachfolgerin das Handwörterbuch der Sozialwissenschaften (HDSW), wobei die Verlage J.C.B. Mohr, Tübingen, und Vandenhoeck & Ruprecht, Göttingen, zu dem inzwischen nach Stuttgart verlegten Gustav Fischer Verlag hinzutraten. Dessen Nachfolgeorgan hinwiederum, das Handwörterbuch der Wirtschaftswissenschaft (1972–1983) konzentrierte sich noch stärker auf wirtschaftswissenschaftliche Themen. Eine gewisse Wiederbelebung hat der Gedanke der Staatswissenschaften in den letzten 50 Jahren in der Konzeption der Institutionenökonomik gefunden.